# 주다낭 대한민국 총영사관
주다낭 대한민국 총영사관(베트남어: Tổng Lãnh Sự Quán Hàn Quốc tại Thành phố Đà Nẵng)은 대한민국 정부가 베트남 다낭에 설치한 총영사관이다. 현임 총영사는 안민식이며, 2020년 11월 6일 정식으로 개관하였다. 또한 이 영사관 안에는 한국무역관을 따로 운영하고 있다.

## 소재지
- 주소 : Tang 3-4, Lo A1-2 Chuong Duong, P.Khue My, Q.Ngu Hanh Son, T.P Da Nang, Vietnam

## 관할 구역
관할 구역은 베트남의 중부 지역을 주로 관할한다. 해당 지역은 다낭을 중심으로, 트어티엔후에성, 꽝남성, 꽝응아이성 등을 관할한다.

## 근무 시간 및 휴무일
- 매주 월요일 ~ 금요일 오전 8시 ~ 저녁 5시 (점심 시간 : 정오 ~ 오후 1시)
- 민원실 운영시간 및 업무 관련 : 다음과 같음
  - 접수 : 오전 9시 ~ 11시 30분
  - 교부 : 오후 1시 30분 ~ 4시 (점심 시간 : 정오 ~ 오후 1시)

## 휴무일
- 매주 토요일, 일요일
- 베트남의 공휴일
- 대한민국의 공휴일 중 4대 국경절 (3·1절, 광복절, 개천절, 한글날)

## 같이 보기

### 일반 주제
- 대한민국-베트남 관계
- 주한 베트남 대사관
- 주부산 베트남 총영사관

### 베트남에 설치한 대한민국 공관
- 주베트남 대한민국 대사관
- 주호찌민 대한민국 총영사관